# Tappernøje
Tappernøje is een plaats in de Deense regio Seeland, gemeente Næstved. De plaats telt 863 inwoners (2008).